# Mastník
Mastník település Csehországban, a Třebíči járásban. Mastník Kojetice, Stařeč, Třebíč, Rokytnice nad Rokytnou és Mikulovice településekkel határos. Lakosainak száma 212 fő (2024. január 1.).

## Népesség
A település lakosságának változását az alábbi diagram mutatja:
| Lakosok száma | 262  | 268  | 323  | 275  | 236  | 223  | 240  | 238  | 216  | 212  |
|               | 1869 | 1890 | 1921 | 1950 | 1980 | 2001 | 2017 | 2019 | 2022 | 2024 |